# 地方窯
地方窯（じかたよう）は、日本の製陶産業における製陶施設の分類法の一種。民間主導で築窯・運営された窯を指し、藩窯や御用窯と比較する際に用いる用語である。民窯（みんよう）ということもある。
藩窯や御用窯が藩邸などで用いるものや域外輸出用の陶磁器を主に製造していたのに対し、地方窯は域内需要を満たすための日用的な陶磁器を製造することを目的としていた。地方窯の中には全国に製品を流通していたものもあり、代表的な産地として瀬戸焼がある。
藩窯と地方窯の関係は固定的なものではなく、地方窯として始まったものが後に藩による保護を受け藩窯と化したり、藩の保護を失い地方窯として再出発することもあった。また、鍋島藩窯による鍋島焼と地方窯も含めた伊万里焼など、藩窯から地方窯へと技法が伝播のほか、市場における競合など、相互に影響しあう関係にあった陶磁器産地もある。
また、東アジアの陶磁器文化を論じる際にも、官窯との区別として地方窯の語を用いることがある。